# غرقه بازار (فضولي)
غرقه بازار (بالأذرية: Qarğabazar (Füzuli)، بالفارسية: غرقه‌بازار): هي بلدة في منطقة فضولي في أذربيجان. تقع في الجزء الجنوبي من مدينة فضولي، على ارتفاع 460 مترًا.

## التاريخ
احتلت القوات الأرمنية البلدة في 1993، خلال حرب مرتفعات قره باغ الأولى، وأجبر جميع سكانها الأذربيجانيين على المغادرة. منذ 1993، كانت البلدة تدار كجزء من هادروت في جمهورية أرتساخ الانفصالية وأعيد تسميتها إلى إيجيفاناتون(Իջեւանատուն). في 20 أكتوبر 2020، أعلن رئيس أذربيجان إلهام علييف استعادة البلدة.